# Echo (parancs)
Az echo parancs kiírja a megadott karakterláncot a terminálra, standart outputra, fájlba, vagy csővezetékbe. A parancs ismert a DOS, OS/2, Microsoft Windows, Unix és Unix-szerű operációs rendszerekben. Shell script-ek írásában használják, amikor egy szöveget akarnak kiírni a képernyőre.

## Példa
```
$
 
echo
 
Ez
 
egy
 
példa.
Ez
 
egy
 
példa.
$
 
echo
 
"Ez egy példa."
 
>
 
./test.txt
$
 
cat
 
./test.txt
Ez
 
egy
 
példa.

```

Számos Unix rendszer elfogadja a -n és -e opciókat.

## Implementálási példa
A echo parancsot egy néhány soros C programmal meg lehet valósítani:
```
#include
 
<stdio.h>

/* echo command-line arguments; 1st version */

int
 
main
(
int
 
argc
,
 
char
 
*
argv
[])

{

  
int
 
i
;

  
for
 
(
i
 
=
 
1
;
 
i
 
<
 
argc
;
 
i
++
)

    
printf
(
"%s%s"
,
 
argv
[
i
],
 
(
i
 
<
 
argc
-1
)
 
?
 
" "
 
:
 
""
);

  
printf
(
"
\n
"
);

  
return
 
0
;

}

```